# Гіпноскоп
Гіпноскоп — пристрій, за допомогою якого передбачалося визначити навіюваність і гіпнабельність пацієнта. 

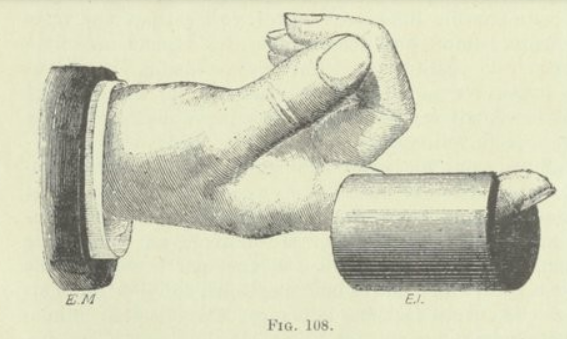
Гіпноскоп

## Історія

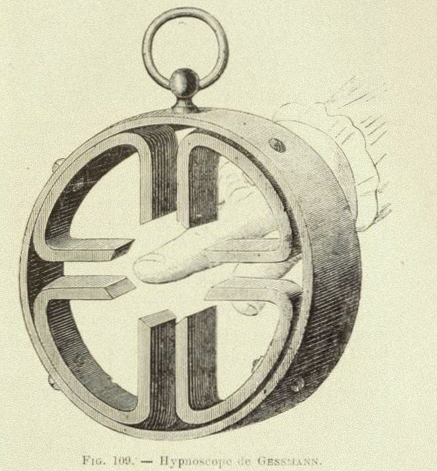
Гіпноскоп Гессмана

Багато гіпнотизерів, як-от Месмер та інші, проголошували, що людське тіло чутливе до магнітних полів . В кінці XIX століття деякі психологи намагалися виміряти сприйнятливість людини до гіпнозу за допомогою магнітів. Щоб з'ясувати схильність людини до гіпнозу, деякі вчені припускали використовувати гіпноскопи. Цей пристрій був намагнічений циліндр або магніти, розташовані по колу. 
Джуліан Охорович   та Гессман   створили свої оригінальні гіпноскопи для перевірки гіпноздатності своїх пацієнтів. Інструмент і метод зустріли серйозну критику з боку Френка Подмора , і, зрештою, психологи втратили інтерес.